# Aléxandros Korizís
Aléxandros Korizís ou Koryzís (en albanais : Aleksandër Korizi, en grec moderne : Αλέξανδρος Κορυζής), né en 1885 à Poros et décédé le 18 avril 1941 à Athènes, est un banquier grec, brièvement premier ministre de Grèce en 1941. Il se suicide peu avant l'entrée des troupes allemandes à Athènes.

## Biographie
Il naît en 1885 à Poros, dans les îles Saroniques. Son père, Georgios Koryzis (el) est député de Trézénie à cinq reprises entre 1879 et 1910 et maire de Poros de 1891 à 1899. Sa mère, Ekaterini Missyrli, est une nièce d'Alexandros Koumoundouros, Premier ministre de Grèce à 10 reprises.
Il fait des études de droit à l'université d'Athènes de 1901 à 1905, et travaille à la Banque nationale de Grèce à partir de 1903. À partir de 1915, il travaille au sein de la filiale de la banque dédiée au monde rural et agricole, qui devient en 1929 indépendante sous le nom de Banque agricole de Grèce (en), dont il est le premier président du conseil d'administration. Le 12 mai 1928, il succède à Emmanuel Tsoudéros comme vice-gouverneur (υποδιοικητής  / upodioikitís) de la Banque nationale de Grèce lorsque celui-ci est nommé vice-gouverneur de la Banque de Grèce.
Du 7 au 10 mars 1933, il est Ministre des Finances (en) dans le gouvernement (el) du général Alexandros Othonaios, mis en place après l'échec du coup d'État du 6 mars 1933 (el) de Nikolaos Plastiras, mais n'est pas conservé dans le gouvernement (el) de Panagis Tsaldaris qui le remplace trois jours plus tard.
Le 5 août 1936, le lendemain de son coup d'État, Ioannis Metaxas le nomme ministre de la Santé publique, poste qu'il occupe jusqu'au 12 juillet 1939. Le 9 août 1939, il est nommé gouverneur de la Banque de Grèce, après le décès de son prédécesseur Ioannis Drossopoulos (el).
Le 29 janvier 1941, le Roi Georges II le nomme Premier ministre, après la mort de Ioánnis Metaxás, alors que la Grèce est en guerre avec l'Italie fasciste depuis le Jour du Non, le 28 octobre 1940. Il devient également ministre des Affaires étrangères et de la Guerre. Le 6 avril 1941, il rejette la demande allemande de reddition sans condition, alors que commence la Bataille de Grèce. Lors de l’arrivée des forces d’occupation nazies, il se suicide,. Sa mort est toutefois annoncée comme crise cardiaque dans un premier temps, afin de ne pas créer de panique. Son successeur désigné, Emmanuel Tsoudéros, ne passe que trois jours à Athènes avant de fuir le 23 avril, d'abord pour la Crète, puis pour l'Égypte, accompagné du Roi et de ce qui devient le gouvernement grec en exil.

## Distinctions
- Chevalier de l'ordre du Sauveur